# Bogogno
Bogogno (piemontiul: Boeugn) település Olaszországban, Piemont régióban, Novara megyében. Lakosainak száma 1295 fő (2023. január 1.). Bogogno Agrate Conturbia, Borgomanero, Cressa, Suno és Gattico-Veruno községekkel határos.

## Népesség
A település népességének változása:
| Lakosok száma | 1302 | 1285 | 1295 |
|               | 2017 | 2018 | 2023 |